# Morti nel 1976/Senza giorno specificato
| Questa pagina contiene informazioni ricavate automaticamente dalle voci biografiche con l'ausilio del template Bio e di un bot. L'aggiornamento è periodico e automatico e ricostruisce completamente la pagina. Se manca una persona in questa lista, sei pregato di non aggiungerla, ma accertati piuttosto che la sua voce biografica contenga il template Bio e che i dati anagrafici siano correttamente compilati. Se il template Bio manca, inseriscilo tu stesso o, in alternativa, metti l'avviso {{tmp\|Bio}} che ne segnala la mancanza. Se i dati riportati sono sbagliati, correggi direttamente la voce biografica; le modifiche saranno visibili in questa lista entro pochi giorni. Per chiarimenti vedi il progetto biografie. La lista contiene solo le 68 persone che sono citate nell'enciclopedia e per le quali è stato implementato correttamente il template Bio. Pagina aggiornata al 3 mar 2024. |

- Mario Alborta, calciatore boliviano (n. 1910)
- Simón Arriaga, attore spagnolo
- Floreal Edgardo Avellaneda, attivista argentino (n. 1960)
- Antonio Leopoldo Basso, geografo e antifascista italiano (n. 1902)
- Margherita Beloch Piazzolla, matematica italiana (n. 1879)
- Aldo Bergonzoni, pittore e scultore italiano (n. 1899)
- Umberto Borghi, cestista italiano (n. 1928)
- Aldo Borlenghi, poeta, critico letterario e italianista italiano (n. 1913)
- Nello Boscagli, partigiano e politico italiano (n. 1905)
- Strelsa Brown, attrice inglese (n. 1919)
- Vasco Campagnano, tenore e baritono italiano (n. 1910)
- Albert Ceen, pittore australiano (n. 1903)
- Gigi Comolli, pittore italiano (n. 1893)
- Paul E. P. Deraniyagala, paleontologo, zoologo e artista singalese (n. 1900)
- Giulio Cesare Dogliotti, medico italiano (n. 1906)
- Marcelle Dormoy, stilista francese (n. 1895)
- José Díaz Morales, regista e sceneggiatore spagnolo (n. 1908)
- Ali El-Hassani, calciatore egiziano (n. 1897)
- Luigi Epifanio, architetto italiano (n. 1898)
- Marie Anne Erize, modella e attivista argentina (n. 1952)
- Stelio Ferolla, medico e chirurgo italiano (n. 1930)
- Bill Gormlie, allenatore di calcio e calciatore inglese (n. 1911)
- Yukio Gotō, calciatore giapponese
- Gino Graziani, imprenditore italiano (n. 1893)
- Giorgio Gregorj, ingegnere e politico italiano (n. 1885)
- Aleksandr Grinberg, fotografo russo (n. 1885)
- Han Qingtang, artista marziale cinese (n. 1901)
- Craig Hutchinson, regista e sceneggiatore statunitense (n. 1891)
- Walter Joachim, calciatore austriaco (n. 1901)
- Helmut Kunz, militare e criminale tedesco (n. 1910)
- Stanislas Lazovert, medico e imprenditore russo (n. 1887)
- Duilio Lucarelli, montatore italiano (n. 1897)
- Aleksandăr Lûdskanov, traduttore bulgaro (n. 1926)
- Maleno Malenotti, regista, sceneggiatore e produttore cinematografico italiano (n. 1913)
- Giuseppe Mancinelli, generale italiano (n. 1895)
- Aldo Marzot, educatore italiano (n. 1904)
- Carmelo Mendola, scultore italiano (n. 1895)
- Giuseppe Montanari, pittore italiano (n. 1889)
- Alfredo Morea, avvocato, militare e politico italiano (n. 1897)
- Renato Mucci, traduttore, poeta e giornalista italiano (n. 1893)
- Armen Ohanian, danzatrice, attrice e scrittrice armena (n. 1887)
- Alice Orlowski, militare e criminale di guerra tedesca (n. 1903)
- Cesare Pallavicino, ingegnere italiano (n. 1893)
- Biagio Petrocelli, giurista italiano (n. 1892)
- Luigi Poterzio, politico italiano (n. 1904)
- Simeon Potter, linguista britannico (n. 1898)
- Ferdinando Reggiori, architetto, archeologo e restauratore italiano (n. 1898)
- Ramon Reventós, architetto spagnolo (n. 1892)
- Pier Giorgio Ricci, filologo e critico letterario italiano (n. 1912)
- Giuseppe Adolfo Roero di Cortanze, generale italiano (n. 1890)
- Severino Rosso, calciatore e allenatore di calcio italiano (n. 1898)
- František Ryšavý, calciatore cecoslovacco (n. 1900)
- Giuseppe Sabatini, giurista e avvocato italiano (n. 1911)
- Albert Salomon, chirurgo tedesco (n. 1883)
- Barore Sassu, poeta italiano (n. 1891)
- Francesco Savio, critico cinematografico, regista e sceneggiatore italiano (n. 1923)
- Francesco Scaini, pittore italiano (n. 1907)
- Kebedech Seyoum, guerrigliera etiope
- Hugh Shaw, allenatore di calcio e calciatore scozzese
- Sami Shelbayah, cestista egiziano (n. 1933)
- Enzo Silingardi, calciatore italiano (n. 1902)
- Edward Joseph Todhunter, militare britannico (n. 1900)
- Lelio Vittorio Valobra, avvocato italiano (n. 1900)
- Mario Viana, scrittore italiano (n. 1883)
- Georg Widmer, calciatore svizzero (n. 1903)
- Dmytro Zajciw, entomologo ucraino (n. 1897)
- Armando Zavatta, presbitero e missionario italiano (n. 1915)
- Arcangelo Zerbini, calciatore italiano (n. 1920)